# Étienne II Rechtouni
Pour les articles homonymes, voir Étienne II.
Étienne ou Stéphannos II Ṙštuni ou Rechtouni (en arménien Ստեփանոս Բ Ռշտունի) est Catholicos de l'Église apostolique arménienne de 929 à 930 ou de 931 à 932,.

## Biographie
Le successeur de Hovhannès V de Draskhanakert, Étienne ou Stéphannos II, appartient à la famille féodale des Rechtouni. Les différentes sources s’accordent pour lui attribuer un catholicossat réduit d’une année pendant laquelle, du fait de l'instabilité qui règne dans l'Arménie bagratide, il fixe le siège de l’Église apostolique arménienne dans l’île d’Aghtamar, résidence du roi de Vaspourakan Gagik Ier, dont la famille, les Arçrouni, est suzeraine de la sienne.
Étienne II a comme successeur son parent Théodore Rechtouni.